# 윤석원
윤석원은 대한민국의 뮤지컬 배우이다.

## 출연 작품

### 뮤지컬
- 《로미오와 줄리엣》
- 2006년~2007년 《밑바닥에서》
- 2007년 《오디션》
- 2007년 《알타보이즈》 - 에이브라함 역
- 2008년~2009년 《마이 스케어리 걸》 - 홍규 역
- 2009년 《스프링 어웨이크닝》 - 게오르그 역
- 2011년 《라 레볼릐시옹》 - 홍규 레옹 역
- 2012년 《어쌔신》 - 레온 촐고츠 역
- 2014년~2015년 《러브레터》- 아키바 역

### 연극
- 《굿 닥터》
- 2010년 《한놈 두놈 빽구타고》 - 김달수 역
- 2014년 《THE LOST - PART 1:그때를 잃어버렸습니다》